# Фираго, Денис Дмитриевич
Денис Дмитриевич Фираго (бел. Дзяніс Дзмітрыевіч Фірага) — белорусский футболист, нападающий.

## Клубная карьера
Воспитанник минской футбольной школы «Фортуна». Затем занимался в школе клуба «Ислочь». С 2017 года начал выступать за клуб в турнире дублёров. В конце 2018 года Фираго стал привлекаться к тренировкам с основой, а также попадать в заявки на матч. 24 ноября дебютировал в составе «Ислочи» в чемпионате страны, выйдя на замену на 86-й минуте игры со «Слуцком» вместо автора единственного мяча в матче Артура Слабашевича. Вскоре после этого заключил свой первый профессиональный контракт, подписав с командой контракт на три года.
В дальнейшем выступал в основном за дубль, в 2020 году провёл ещё один матч в Высшей лиге. В июле 2021 года был отдан в аренду в «Молодечно». В ноябре по окончании контракта покинул «Ислочь».
С ноября 2021 года находится в статусе свободного агента.

## Статистика выступлений

### Клубная статистика
| Выступление      | Выступление      | Выступление      | Лига | Лига | Кубки | Кубки | Конт. кубки | Конт. кубки | Итого | Итого |
| Клуб             | Лига             | Сезон            | Игры | Голы | Игры  | Голы  | Игры        | Голы        | Игры  | Голы  |
| ---------------- | ---------------- | ---------------- | ---- | ---- | ----- | ----- | ----------- | ----------- | ----- | ----- |
| Ислочь           | Высшая лига      | 2018             | 1    | 0    | 0     | 0     | 0           | 0           | 1     | 0     |
| Ислочь           | Высшая лига      | 2020             | 1    | 0    | 1     | 0     | 0           | 0           | 2     | 0     |
| Ислочь           | Итого            | Итого            | 2    | 0    | 1     | 0     | 0           | 0           | 3     | 0     |
| Молодечно        | Вторая лига      | 2021             | 7    | 6    | 0     | 0     | 0           | 0           | 7     | 6     |
| Молодечно        | Итого            | Итого            | 7    | 6    | 0     | 0     | 0           | 0           | 7     | 6     |
| Всего за карьеру | Всего за карьеру | Всего за карьеру | 9    | 6    | 1     | 0     | 0           | 0           | 10    | 6     |